# Exit: una storia personale
Pour plus de détails, voir Fiche technique et Distribution.
Exit: una storia personale,, est un film italien écrit, réalisé et produit par Massimiliano Amato, sorti en 2010.
Le film a remporté le Prix d'Interprétation Masculine (Luca Guastini) et Mention Spéciale CICAE - Pierre Todeschini au Festival du Cinéma Italien d'Annecy 2010.

## Le film
La rencontre avec un jeune homme qui déclarait vouloir se rendre aux Pays-Bas pour se soumettre au suicide aidé (voir la loi sur l'euthanasie aux Pays-Bas et l'affaire Chabot 1991-1995) a été l'idée initiale qui a inspiré l'intrigue. Le garçon était convaincu que c'était le seul moyen de mettre fin à une vie qu'il jugeait indigne. Une position extrême, difficilement acceptable, qui n'est pas réalisable pour un ressortissant étranger. La loi est claire à ce sujet, et même s'il soit dit que certaines structures  Néerlandaises dans le passé ont accepté de pratiquer l'euthanasie chez des patients étrangers, ce n'est en réalité pas possible pour différentes raisons, pas seulement de nature juridique. Le jeune homme  a pris alors sa propre vie seul, sans l’aide de personne. Un suicide annoncé, le résultat d'un fort problème de santé mentale.
Amato a refusé de définir Exit: una storia personale comme un film de protestation ou une œuvre d'engagement social. L'histoire est inspirée par l'élément intime d'une condition désagréable et sa relation avec son frère, pas tant les questions médicaux, sociaux et éthiques.

## Synopsis
À Rome, Marco, le personnage principal de l'histoire vit une vie bien différente de celle des jeunes de son âge. Il n'a pas de famille, il ne va pas à l'université et il n'a pas de travail. Il vit dans une communauté de jeunes psychotiques, il suit un programme thérapeutique de soutien, et son seul lien avec l'extérieur est son frère Davide. Après le suicide de son compagnon de chambre, son seul ami, Marco glisse dans une crise profonde qui le conduit à penser que sa vie ne mérite pas d'être vécue car elle est une souffrance inutile.
En pleine crise, il demande à son frère Davide de l'accompagner aux Pays-Bas pour programmer un suicide assisté. Davide, habitué aux délires de son frère, ne prend pas en considération sa requête. Il ne sait pas, et ne peut pas savoir que ce que Marco affirme est plausible. En effet, le protocole néerlandais sur l'euthanasie s’applique également à la souffrance psychique grave.
Le lendemain de leur discussion, Marco s'échappe de la Communauté qui l'accueille et prend le train pour Amsterdam avec l'intention de mener à bien
sa mission désespérée – ou folle, selon le point de vue.

## Fiche technique
- Réalisation : Massimiliano Amato
- Scénario : Massimiliano Amato
- Dialogues : Massimiliano Amato
- Musique : Francesco Perri
- Photo : Massimiliano Amato
- Montage : Lorenzo Morganti
- Producteur : Massimiliano Amato
- Distribution : Les Grands Films Classiques
- Format : Couleurs - Son stereo -  HD transféré sur pellicule 35 mm
- Pays :  Italie
- Langues de tournage : italien - -anglais
- Dates de sortie :
  -  France : 2 octobre 2010
  -  Italie : 21 mars 2011

## Distribution
- Luca Guastini : Marco est un jeune en difficulté. L'absence d'une famille, l'éloignement graduel de la société mais aussi la difficulté à conserver un rapport stable avec son frère, lui font percevoir le monde qui l'entoure comme hostile. Sa vision de la réalité n'est qu'en partie déformée : Marco a une grande sensibilité et perçoit clairement les pressions de la société des hommes.
- Nicola Garofalo : Davide est un homme d'un peu plus de trente ans, et vit une existence remplie de difficultés, surtout dans sa vie privée. Les troubles mentaux de son frère, le manque de soutien, la précarité de sa situation professionnelle pèsent sur sa vie quotidienne. Pris dans cet étau, il tente quand même de limiter les conséquences et d'aller de l'avant.
- Marcella Braga : Nina est un esprit libre. Une fille qui décide de tourner la page d’une relation sentimentale longue et difficile. Témoin contre son gré du rapport difficile entre Marco et Davide, elle décide de prendre ses distances de son compagnon. Elle n'a plus le courage de vivre dans cette angoisse continuelle, elle ne veut plus assister à ce qu'elle appelle un véritable jeu de massacre.
- Paolo Di Gialluca : Caracci est le médecin de la communauté où  vivent Marco et Maurizio.
- Antonio Calamonici : Maurizio est le compagnon de chambre de Marco.

## Récompenses
- Prix d'Interprétation masculine lors du Annecy Cinéma Italien (2010)[5].
- Mention spéciale (CICAE – Pierre Todeschini) lors du Annecy Cinéma Italien (2010)[6].

## La production
Ce film a été tourné sans recours à une troupe ni une équipe technique, selon un modèle de production expérimental de cinématographie numérique.

## Réception
La première officielle a eu lieu samedi 2 octobre 2010 au Festival du Cinéma italien d'Anneçy, en France.
La première projection dans les salles de cinéma s'est également déroulée en France, mercredi 23 février 2011, au cinéma Espace Saint-Michel de Paris.
Bien accueilli par la critique française,,,, le film a été distribué par Les Grands Films Classiques.